# Universidad de Música Fryderyk Chopin
La Universidad de Música Fryderyk Chopin, en polaco: Uniwersytet Muzyczny Fryderyka Chopina (UMFC) – anteriormente Akademia Muzyczna im. Fryderyka Chopina w Warszawie, PWSM w Warszawie, Konserwatorium Muzyczne w Warszawie - se trata del centro de estudios musicales más antiguo y más grande de Polonia, así como uno de los más antiguos de Europa. En él, se imparten estudios de grado (Bachelor of Arts in Music) hasta habilitación, en los siguientes campos: dirección (orquestal y coral), composición y teoría de la música, estudios instrumentales y estudios vocales, pedagogía y educación musical, ingeniería de sonido y pedagogía instrumental.

## Departamentos
1. Composición, dirección y teoría musical  Archivado el 26 de noviembre de 2012 en Wayback Machine.
2. Piano, clavecín y órgano
3. Departamento instrumental
4. Vocal-Actuación
5. Dirección coral, educación musical, música eclesiástica, ritmos y danza
6. Ingeniería de sonido
7. Departamento Pedagógico-Instrumental

## Edificios

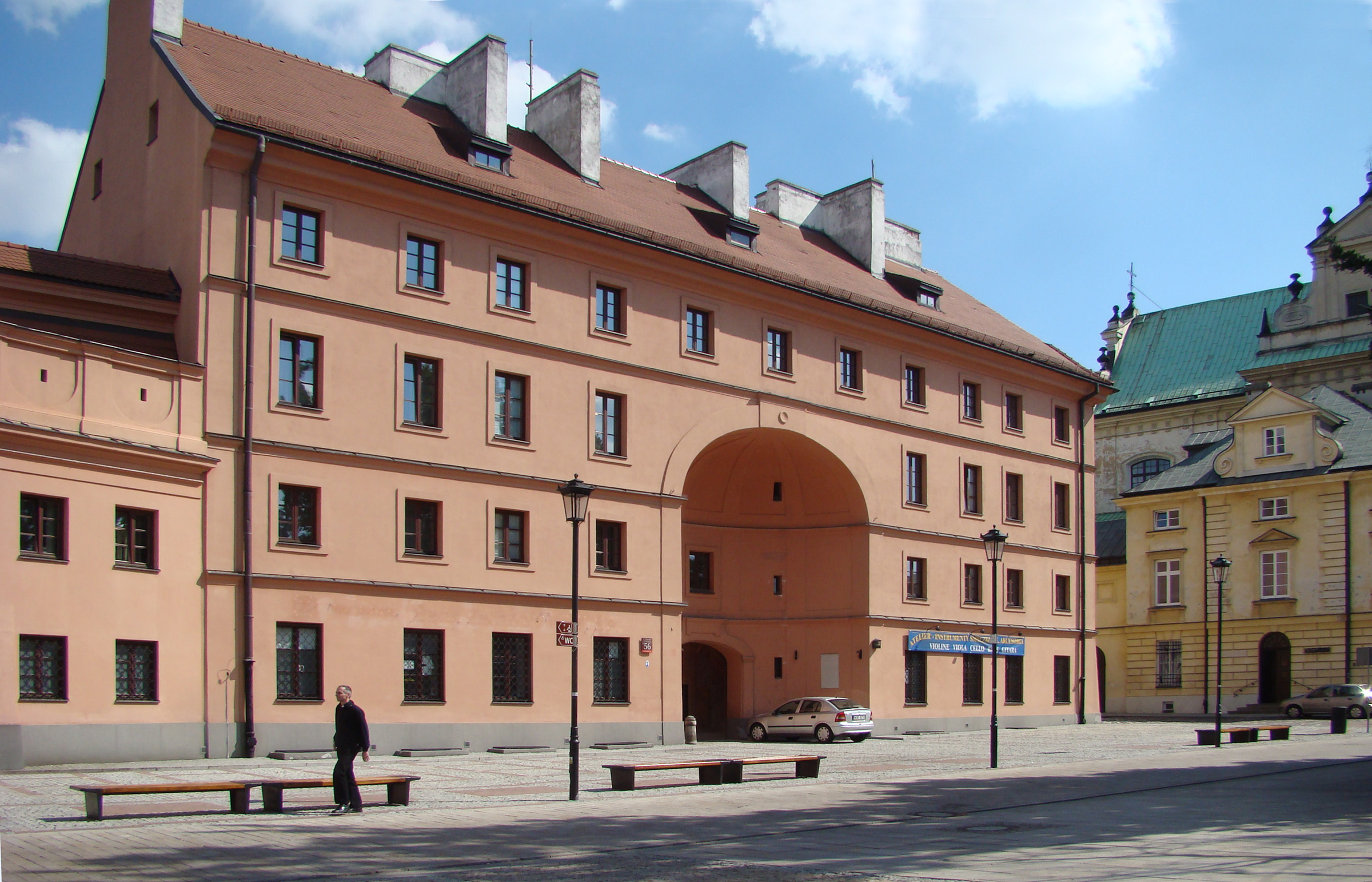
Casa de estudiantes Dziekanka, Krakowskie Przedmieść, Varsovia.

El edificio principal, diseñado por los arquitectos Witold Benedek, Stanisław Niewiadomski, Stefan Sienicki y Władysław Strumiłło, fue construido entre 1960 y 1966. Contiene 62 aulas insonorizadas; cinco auditorios: una sala de conciertos (Sala Koncertowa) de 486 asientos, el auditorio Szymanowski (adaptado para proyecciones cinematográficas) con 155 asientos, una sala música de cámara (Sala Melcera) con 196 asientos, un auditorio de ópera y representaciones vocales (Sala Operowa im. Stanisława Moniuszki) de 53 asientos, y una sala de órgano (Sala Organowa im. Bronisława Rutkowskiego). Así mismo, también cuenta con una gran sala de danza y baile (Sala Rytmiki i Tanca im. Zbigniewa Koryckiego i Marii Wieman), tres estudios de grabación y sonido, un estudio de afinación, biblioteca y sala de lectura, fonoteca, oficinas de administración, una cafetería-comedor y una clínica médica. Dentro también se encuentra una tienda de lutheria y artículos musicales, y la tienda oficial de la editorial "Chopin University Press".
En 1974 se estableció la filial de Białystok, donde se imparte la especialidad de pedagogía (Departamento VII).
1979 será el año en el que la Universidad adopte el nombre de uno de sus primeros alumnos: Fryderyk Chopin, convirtiéndose oficialmente en Akademia Muzyczna. En 2008, en virtud de la Ley de 25 de abril del mismo año, la Universidad recibe su actual denominación de Uniwersytet.
La Universidad cuenta también con su propia residencia de estudiantes: Dziekanka, ubicada en el 58/60 de Krakowskie Przedmieście. Esta última tiene su propia sala de conciertos con 150 asientos (Sala Elsnera).